# Auraptene
L'auraptene è una sostanza organica appartenente alla famiglia delle cumarine, presente in particolare nella buccia di agrumi come l'arancio amaro e il limone. È ben rappresentato anche nelle piante della famiglia delle Rutacee.
Ha suscitato interesse nel campo della biochimica nutrizionale per le sue interessanti proprietà biologiche. Sembra, infatti, che possa fungere da inibitore naturale di una classe di enzimi chiamate metalloproteinasi, che intervengono nei fenomeni infiammatori; in più inibisce l'esterificazione del colesterolo endogeno, un fenomeno che se malregolato può condurre a problemi di ipercolesterolemia e susseguenti cardiovasculopatie. Studi sono anche in corso per verificare il suo potenziale "chemiopreventivo", ossia di prevenzione della comparse di patologie tumorali.